# كلاوس (النمسا)
كلاوس (بالألمانية: Klaus) هي بلدية في منطقة فيلدكيرش في ولاية فورارلبرغ النمساوية.